# Kräldjur
Kräldjur (Sauropsida*), eller reptiler (av latinets reptilis, "krypande"), är en klass växelvarma ryggradsdjur. Här beskrivs djurgruppen enligt klassisk taxonomi. Enligt modern fylogenetisk forskning skulle de egentligen inrymma fåglarna (se fåglarnas uppkomst och utveckling). Klassen kräldjur är alltså ett parafyletiskt taxon som inte omfattar alla avkomna av en gemensam stamfader.
De indelas i fyra nu levande ordningar:
- Krokodildjur (Crocodilia), med 23 arter,
- Fjällbärande kräldjur (Squamata), med omkring 7 600 arter
- Sköldpaddor (Testudines), med omkring 300 arter
- Bryggödlor (Sphenodontia eller Rhynchocephalia), med 3 arter.[3]

Kräldjuren lever i stort sett över hela världen, med undantag för Antarktis. Deras huvudsakliga utbredning är i tropiska och subtropiska områden.
De mest kända kräldjuren är förmodligen ormar och ödlor, som tillhör ordningen fjällbärande kräldjur. 
Den del av zoologin som studerar kräldjur och groddjur kallas herpetologi.

## Utmärkande drag
Kräldjur har svans, fjäll och fyra extremiteter, de sistnämnda är hos ormar och vissa ödlor tillbakabildade. Alla reptiler andas med lungor och är ektoterma, vilket innebär att de reglerar sin kroppstemperatur med hjälp av yttre faktorer. De är ovovivipara, vilket innebär att de antingen lägger ägg eller föder levande ungar. I motsats till groddjur har de inget larvstadium.
Fjäll, sköldpaddornas sköld och andra utskott som leguanernas kam, kragagamens krage, skallerormarnas skallra och äggtanden hos bland annat bryggödlor bildas i överhuden när andelen keratin ökar. Överhudens yttre skikt tappas efter en tid flera gångar under individens liv. I huden finns vanligen doftkörtlar för igenkänningen eller vätskan förhindrar angrep från fiender. Ofta är huden rik på pigment som medför ett färgglatt utseende.
Tänderna kan vara likartade eller olikartade. Hos flera ormar överförs gift med hjälp av tänderna och sköldpaddor saknar tänder. Näsgropsormar och några andra medlemmar i djurgruppen har groporgan mellan näsborrarna och ögonen. Läget av hypofysen i hjärnan kan användas för att skilja mellan olika underordnade taxa.

## Utveckling
Kräldjuren som härstammar ur groddjuren har utvecklat en rad egenskaper som gör det möjligt för dem att utöka antalet födokällor och livsmiljöer. De har bland annat utvecklat ett vattentätt hudskikt bestående av fjäll vilket hjälper dem att minska vattenförlusten och kan därmed vistas i torra och varma klimat. De har även utvecklat en effektivare andningsapparat jämfört med groddjur, men flertalet kräldjur kan till exempel inte springa och andas samtidigt vilket begränsar deras aktionsradie. Kräldjuren är inte beroende av vatten för sin avkomma, äggen har ett fuktighetsbevarande skal och kan därmed läggas på land. Reptilerna kom även att utveckla tänder vars rötter är fästa i en grop för att på så sätt minska risken för tandlossning vid fysisk belastning, på så sätt blev det möjligt att nyttja andra födokällor som till exempel landlevande växter (se Labidosaurus).

## Levnadssätt
Vissa ormar och ödlor lever i träd, medan andra föredrar att leva på marken i skog, träskmark eller på öppen mark. Vissa arter, som havssköldpaddor och havsormar, lever nästan hela sina liv i havet.
Det mest långlivade kräldjur man känner till var en strålsköldpadda som gavs till Tongas kungliga familj omkring år 1777. Den, dog år 1965 och blev alltså 188 år gammal.
De flesta kräldjuren är köttätare och de brukar äta mindre djur. Ödlor, sköldpaddor, krokodiler och många ormar hugger helt enkelt tag med sina käkar och sväljer djuret. 
Lite mindre kräldjur, till exempel ödlor, äter ofta insekter och andra ryggradslösa djur. Vissa kräldjur, till exempel stora ormar och krokodiler,  kan utgöra en fara för människor. Det är dock väldigt sällsynt att en orm ätit en människa.
Äggens befruktning sker inuti honans kropp. Hos några kräldjur lägger honor ägg och hos andra föder honor levande ungar. Hos bryggödlor sker ingen kopulation. De pressar sina kloaköppningar mot varandra.

## Systematik

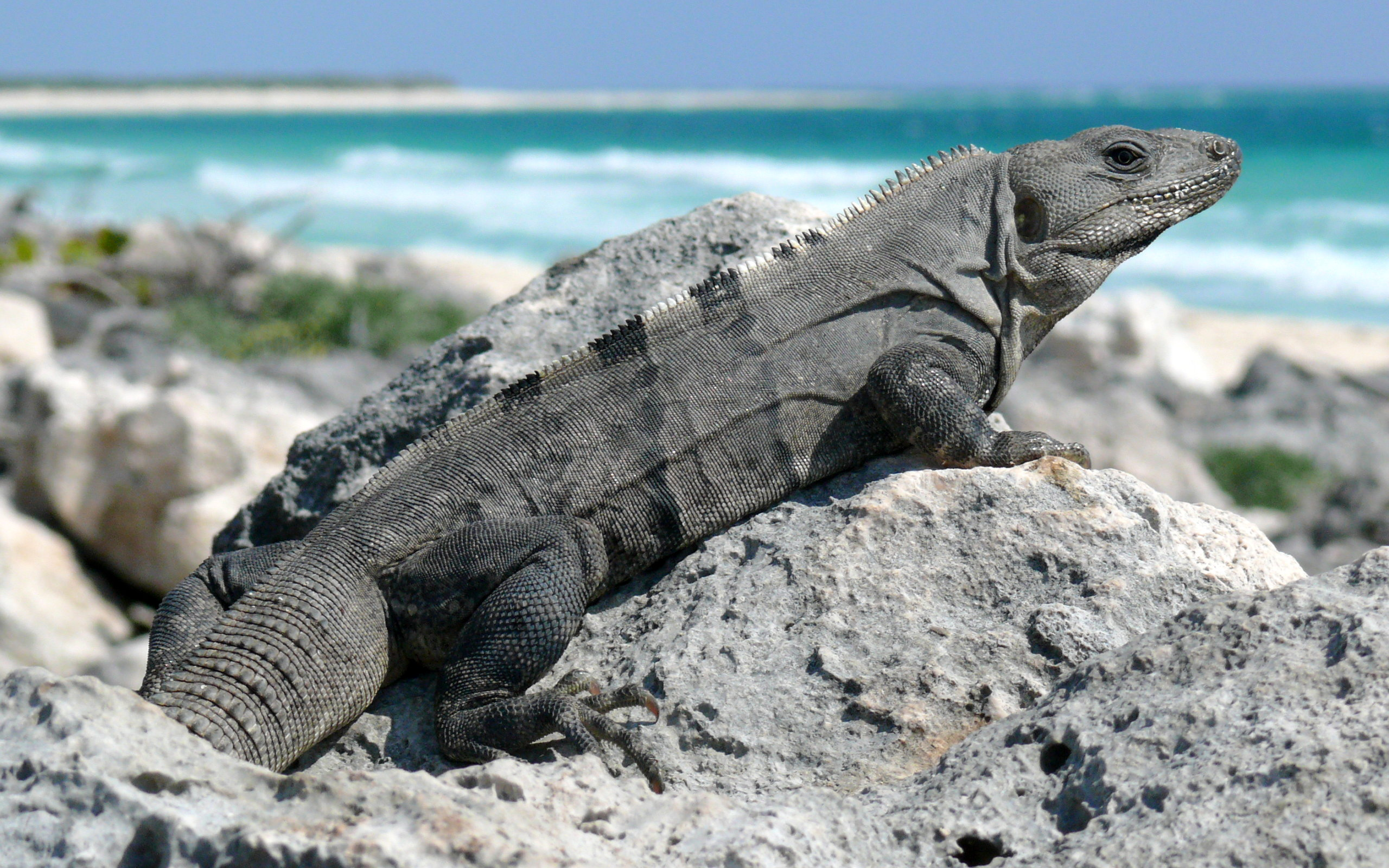
En svart leguan (Ctenosaura similis).

### Systematikens historia
I klassen kräldjur finns alla medlemmar från gruppen amnioter med undantag av fåglar och däggdjur. Från början definierades klassen så att kräldjur är den djurgrupp som innefattar krokodiler, alligatorer, bryggödlor, ödlor, ormar, masködlor och sköldpaddor. Klassen fick det vetenskapliga namnet Reptilia. Denna indelning är fortfarande i bruk men i nyare tider finns en del forskare som anser att taxa ska vara monofyletiska, alltså att de ska innefatta alla arter som har utvecklat sig från en gemensam stamfader. Kräldjur är enligt den ovan nämnda beskrivningen parafyletisk, även fåglar och däggdjur har utvecklat sig från ett ursprungligt kräldjur.

### Taxonomi
- Kräldjur
  - Anapsida
    - Sköldpaddor (Testudines, omkring 300 arter)

  - Romeriida
    - Diapsida
      - Sauria
        - Lepidosauromorpha
          - Fjällbärande kräldjur (Squamata: ödlor, masködlor, ormar, omkring 7600 arter)
          - Sphenodontida (bryggödlor, 2 arter)

        - Archosauromorpha
          - Archosauria
            - Krokodiler (Crocodylia, 23 arter)
            - Dinosaurier